# Sensible Soccer
Sensible Soccer è il primo di una serie di videogiochi calcistici, sviluppato dalla Sensible Software dapprima per Amiga e Atari ST nel 1992. Si distingueva per la sua visuale a volo d'uccello (quando molti giochi fino ad allora usavano una visuale laterale o dalla verticale, come Kick Off e Matchday), squadre modificabili e una notevole giocabilità. Jon Hare della Sensible Software sostiene che la principale fonte d'ispirazione per Sensible Soccer fu l'arcade Tehkan World Cup.

## Seguiti
Sensible World of Soccer, noto anche come SWOS, commercializzato nel 1994, è stato uno dei primi titoli a tentare di racchiudere l'intero mondo calcistico, compresa la parte manageriale, in un unico videogioco. Vantava infatti squadre di tutto il mondo, con la possibilità di creare campionati e coppe. La sua modalità carriera di vent'anni non era mai comparsa in alcun altro gioco calcistico e rese SWOS uno dei giochi più popolari di quei tempi. La seconda versione di SWOS uscita nel 1995 ebbe molti miglioramenti rispetto alla versione originale che conteneva anche alcuni bug. Sensible World of Soccer 95/96 ebbe anche un voto altissimo da Amiga Power, rivista che trattava giochi dell'Amiga: un 96%, voto mai raggiunto da nessun altro gioco trattato da quella rivista nei suoi 5 anni di esistenza.
L'ultimo capitolo della serie è Sensible Soccer 98 European Club Edition, nonostante l'ultimo titolo sia uscito nel 1999.

## Titoli derivati
Esistono molti giochi shareware o freeware ispirati a Sensibile Soccer, come Yoda Soccer e Championship Soccer. Inoltre la terza versione di New Star Soccer, serie di giochi di calcio, è stata paragonata per la sua grafica in 2D a Sensibile Soccer. Sono nati però anche alcuni veri e propri cloni di Sensible Soccer, tra cui spicca Football Glory. La Sensible Software fece causa alla casa che sviluppò il gioco, ossia la Croteam, che per evitare azioni legali cambiò il genere di Football Glory, pubblicando una versione del gioco basata sul Calcio a 5.
La grafica di Sensible Soccer fu usata anche in altri giochi della Sensible Software, come Mega Lo Mania, Sensible Golf e Cannon Fodder. Una particolare versione di Cannon Fodder con protagonisti i giocatori di Sensible Soccer chiamata Cannon Soccer fu allegata ad un numero di Amiga Format, altra rivista su giochi dell'Amiga. Al contrario, venne pubblicata anche una versione di Sensible Soccer, chiamata Sensible Soccer Meets Bulldog Blighty, con i soldati di Cannon Fodder come giocatori e una granata, che nel gioco può anche esplodere uccidendo gli altri giocatori, al posto della palla. Questa versione fu pubblicata su Amiga Power. E per finire, gli sviluppatori del gioco distribuirono anche uno spin-off umoristico chiamato unSensible Soccer in cui le squadre erano composte da mele ed arance invece di uomini. Come Cannon Soccer, anche unSensible Soccer fu pubblicato come allegato ad alcune riviste di videogiochi di allora.
Il 1º novembre 2005 sul sito Eurogamer è stato annunciato il ritorno della serie in estate 2006, con un gioco in 3D pubblicato per Microsoft Windows, PlayStation 2 e Xbox dalla Codemasters che detiene i diritti sul gioco. Il design del gioco è stato curato da Jon Hare, che ha curato quello delle prime versioni di Sensibile Soccer.
Pubblicato ufficialmente il 9 giugno 2006 in Europa, non è prevista alcuna uscita nel Nord America. Il 27 settembre 2006 Codemaster annunciò lo sviluppo di Sensible World of Soccer per Xbox 360. Il gioco verrà distribuito tramite Xbox Live Arcade dal 29 agosto 2007. Il gioco utilizza la classica grafica della versione originale aggiornata per gestire la risoluzione a 720p della console.

## Popolarità
Ad oggi vengono ancora organizzati tornei in ogni parte del mondo con la vecchia versione di Sensibile Soccer, come ad esempio in Italia, Serbia, Galles, Repubblica Ceca, Danimarca, Germania e Brasile. C'è stato però anche un torneo ufficiale a cui presero parte 32 giornalisti e celebrità.
Dal 2006 un regolare campionato del mondo offline di categoria viene organizzato dallo staff del sito sensiblesoccer.de: il torneo si è svolto in vari paesi quali Germania, Ungheria, Danimarca e Polonia, prende il nome di "Sensidays" e contempla due tabelloni (rispettivamente dedicati al torneo Amiga ed a quello PC). Negli ultimi anni è stato ufficialmente riconosciuto dalla stessa Codemasters (vale a dire dal publisher che detiene i diritti sul franchise).
Da qualche anno si tiene anche il campionato del mondo online, organizzato dallo staff del sito swosit.com al quale partecipano i migliori giocatori che tutt'oggi si sfidano via internet da ogni parte del mondo.
Il 12 marzo 2007 un articolo del New York Times riportava che Sensible World of Soccer (1994) era incluso nella lista dei dieci più importanti videogiochi di tutti i tempi. La lista è stata compilata dal professore Henry Lowood della Stanford University e da altri quattro membri della commissione cioè Warren Spector e Steve Meretzky (sviluppatori di videogiochi), Matteo Bittanti (ricercatore) e Christopher Grant giornalista del settore.

## La serie
| Nome                                                         | Anno | Piattaforme                                                                                       | Note |
| ------------------------------------------------------------ | ---- | ------------------------------------------------------------------------------------------------- | --- |
| Sensible Soccer                                              | 1992 | Amiga, DOS, Atari ST, SNES, Game Boy, Sega Mega Drive, Atari Jaguar, Sega Mega CD, Sega Game Gear | Il nome standard del gioco nella serie. Le versioni delle console erano la 92/93 che venivano però chiamate anch'esse semplicemente "Sensible Soccer". |
| Sensible Soccer 92/93 (v1.1)                                 | 1992 | Amiga, Atari ST                                                                                   | Versione migliorata di Sensible Soccer, con l'aggiunta tra l'altro dei cartellini gialli e rossi. |
| Sensible Soccer 93/94 (v1.2)                                 | 1994 | Amiga                                                                                             | Versione ulteriormente aggiornata dedicata ai mondiali USA '94 |
| Sensible World of Soccer                                     | 1994 | Amiga, DOS                                                                                        | Presenta la canzone "Goal Scoring Superstar Hero" composta da Richard Joseph e Jon Hare. Il SWOS originale conteneva alcuni bug che generò alcuni reclami. Una versione d'aggiornamento gratuita per annullare questi bug fu pubblicata nell'aprile 1995. |
| Sensible World of Soccer 95-96                               | 1995 | Amiga, DOS                                                                                        | Versione migliorata di SWOS. Chris Chapman, il capo programmatore disse che questa era la versione che volevano creare originariamente. |
| Sensible World Of Soccer 95/96 European Championship Edition | 1995 | Amiga, DOS                                                                                        | Versione migliorata di SWOS con alcuni aggiornamenti alle rose e soprattutto dedicata ai campionati europei del 1996 |
| Sensible World Of Soccer 96-97                               | 1996 | Amiga, DOS                                                                                        | Aggiornamento delle squadre. |
| Sensible World Of Soccer 97-98                               | 1997 | Amiga, DOS                                                                                        | Aggiornamento delle squadre. |
| Sensible Soccer 98                                           | 1998 | DOS, Windows                                                                                      | Versione in 3D, molto contestata per le molte differenze col gioco originale. Doveva inizialmente uscire col nome di Sensible Soccer 2000, e fu recensita sotto questo nome da una rivista di videogiochi.                                                |
| Sensible Soccer 98 European Club Edition                     | 1999 | PlayStation, Windows                                                                              | Versione migliorata di Sensible Soccer '98. |
| Sensible Soccer Mobile                                       | 2005 | Java                                                                                              | Sviluppato da Kuju Wireless (ora acquisita da Finesse Mobile) Sensible Soccer Mobile |
| Sensible Soccer 2006                                         | 2006 | Windows, PlayStation 2, Xbox                                                                      | Primo gioco originale pubblicato negli ultimi sette anni Sensible Soccer 2006 |
| Sensible Soccer Skillz                                       | 2006 | Java                                                                                              | Sviluppato da Cobra Mobile Sensible Soccer Skillz |
| Sensible World of Soccer                                     | 2007 | Xbox 360                                                                                          | Rivisitazione del gioco originale per Xbox Live Arcade. Include il gioco multiplayer. |